# Desa Padasari (administrativ by i Indonesien, Jawa Barat)
Desa Padasari är en administrativ by i Indonesien.   Den ligger i provinsen Jawa Barat, i den västra delen av landet, 130 km sydost om huvudstaden Jakarta.